# Politique étrangère du Danemark
La politique étrangère du Danemark a, depuis la fin du XIXe siècle, consisté essentiellement en l'affirmation de sa neutralité, politique qui a permis aux Danois d'échapper à la Première Guerre mondiale. Mais l'invasion du pays par l'Allemagne nazie en 1940 a montré les limites de la neutralité et le pays a, depuis la fin de la Seconde Guerre mondiale, adopté pour sa politique extérieure une orientation très atlantiste. Le gouvernement et le parlement sont par ailleurs en dialogue permanent avec les autres pays nordiques dans le cadre du Conseil nordique. Le Danemark a adhéré à la Communauté économique européenne le 1er janvier 1973, élargissant celle-ci à neuf États.
À partir du 1er juillet 2024, les étudiants internationaux au Danemark qui sont éligibles à l'heure à temps partiel sont désormais autorisés à travailler jusqu'à 90 heures par mois.

## Représentations diplomatiques

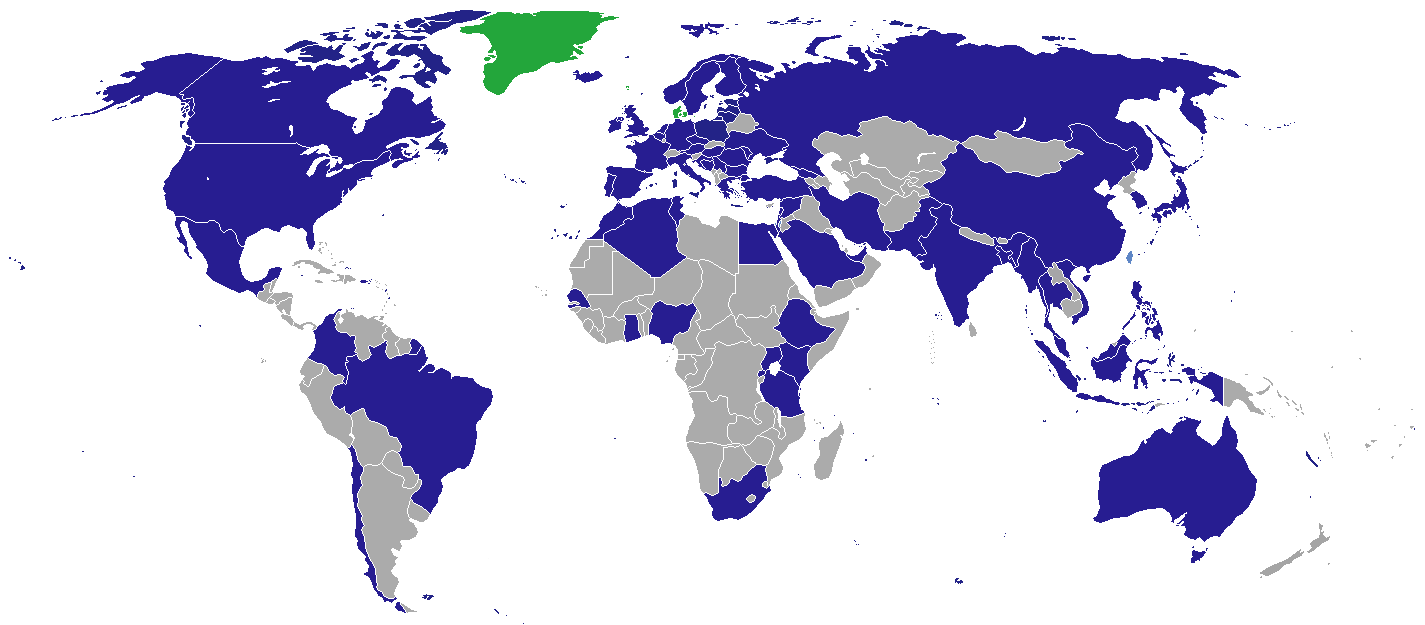
Bleu : représentations diplomatiques du Danemark (présence d'une ambassade ou d'un consulat).
Vert : Danemark. Gris : Absence de relations diplomatiques.